# Municipio de San Gabriel Chilac
El municipio de San Gabriel Chilac es uno de los 217 municipios que conforman al estado mexicano de Puebla. Su cabecera es la localidad de San Gabriel Chilac.

## Geografía
El municipio abarca 109.02 kilómetros cuadrados y se encuentra a una altitud promedio de 1220 m s. n. m.

## Demografía
De acuerdo al último censo, realizado por el INEGI en 2010, en el municipio habitan 14 454 personas.